# Catoria camelaria
Catoria camelaria är en fjärilsart som beskrevs av Achille Guenée 1858. Catoria camelaria ingår i släktet Catoria och familjen mätare. Inga underarter finns listade i Catalogue of Life.